# Kosmos 186
Kosmos 186 (ryska: Космос-186) var en obemannad testflygning i Sovjetunionens Sojuzprogram. Farkosten sköts upp från Kosmodromen i Bajkonur den 27 oktober 1967 med en Sojuz-raket.
Den återinträdde i jordens atmosfär och landade i Sovjetunionen den 31 oktober 1967.
Kosmos 186 genomförde tillsammans med Kosmos 188 den första automatiska dockningen mellan två farkoster i rymden.